# یوناس آرمسترانگ
یوناس آرمسترانگ (انگلیسی: Jonas Armstrong؛ زادهٔ ۱ ژانویهٔ ۱۹۸۱) یک هنرپیشه اهل ایرلند است. وی از سال ۲۰۰۳ میلادی تاکنون مشغول فعالیت بوده‌است.
از فیلم‌ها یا برنامه‌های تلویزیونی که وی در آن نقش داشته‌است، می‌توان به افسانه‌های واهی، بیست و هشت هزار و قدم‌زدن با دشمن اشاره کرد.